# WWE 2K23
WWE 2K23 è un videogioco di wrestling di Visual Concepts pubblicato in data 17 marzo 2023 da 2K Sports per PlayStation 4, Xbox One, PlayStation 5, Xbox Series X e Microsoft Windows.
Il primo teaser del gioco è stato presentato il 23 gennaio 2023, mentre il trailer è stato svelato il 24 gennaio a prima di Royal Rumble.

## Modalità di gioco
Oltre al motore di gioco completamente rinnovato, sono stati implementati nuovi controlli per garantire un'esperienza fluida e intuitiva per qualsiasi livello di abilità, pur consentendo ai giocatori di mostrare mosse uniche. Il motore di gioco riprogettato è reattivo e configurato per combo, contrattacchi e mosse finali illimitate a portata di mano. Per completare i controlli rigorosi, WWE 2K23 sfoggia una grafica migliorata e un'illuminazione all'avanguardia. Nuovi controlli, gameplay e la grafica nettamente migliorati, con modalità di gioco nuove e di ritorno, come MyGM, MyFACTION, MyRISE, Universe Mode e Creation Suite.

### MyGM
MyGM fa il suo ritorno in WWE2K23, dando la possibilità di diventare general manager della WWE e gestire l'intero roster, dai contratti alla stipulazione di match di ogni tipo per creare il miglior spettacolo dell'intrattenimento sportivo.

### MyFaction
MyFaction fa il suo debutto in WWE 2K22. Questa nuovissima modalità di gioco consente ai giocatori di essere creativi costruendo e assumendo il controllo di una propria fazione. The Brothers of Destruction, D-Generation X, The Road Warriors, New World Order e The Corporation sono solo alcune delle fazioni più iconiche della storia, ma ora starà al giocatore creare il prossimo team leggendario. Possibilità di collezionare, gestire e potenziare le Superstar WWE e rendere la propria fazione la più grande partnership nella storia della WWE.

### ShowCase
ShowCase è una modalità di gioco introdotta nel videogioco WWE 2K15. Questa modalità consente ai giocatori di rivivere e giocare attraverso momenti storici della WWE, seguendo le carriere di leggende del wrestling e rivivendo le loro rivalità e match iconici.                                                                                                                                                                                            In 2k23 è stata scelta la iconica superstar John Cena.

## Lista dei match
- Smackdown 2002: John Cena vs Kurt Angle
- Backlash 2003: John Cena vs Brock Lesnar
- Vengeance 2003: John Cena vs Undertaker
- New Year's Revolution 2006: John Cena vs Edge (con Lita)
- ECW One Night Stand: John Cena vs Rob Van Dam
- SummerSlam 2006: John Cena vs Edge (Lita)
- Night of Champions 2008: John Cena vs Triple H
- SummerSlam 2008: John Cena vs Batista
- Hell in a Cell 2009: John Cena vs Randy Orton
- Wrestlemania XXVIII: John Cena vs The Rock
- SummerSlam 2014: John Cena vs Brock Lesnar
- SummerSlam 2016: John Cena vs AJ Styles
- WrestleMania 34: John Cena vs Undertaker
- SummerSlam 2021: John Cena vs Roman Reigns

### MyRise
Ogni Superstar della WWE deve iniziare da qualche parte e scalare le classifiche prima di dominare i riflettori, ed è esattamente l'esperienza che si intraprende nella modalità MyRISE: si inizia dal basso e si possono creare i giusti collegamenti dietro le quinte, mettere insieme le vittorie per guadagnare più notorietà e rivendicare il posto nella storia come Superstar WWE, diventando l'attrazione principale e realizzando i propri sogni da eroe agli occhi dei fan di tutto il mondo, oppure si può interpretare il ruolo di un cattivo che ostacola i piani di chiunque sia abbastanza sciocco da ostacolarlo. Sono disponibili trame completamente nuove per MyPlayers, sia maschili che femminili, desiderosi di passare da dilettante a leggenda.

immagine di gioco, (John Cena'14 vs Brock Lesnar '14)

### MyUniverse
C'è molto che accade all'interno dell'universo WWE e con questa modalità si può assumere il pieno controllo dell'azione. Possibilità di gestire la WWE come si vuole mettendo i lottatori l'uno contro l'altro per formare rivalità, decidere incontri dei PPV e controllare il tutto. Ci si può sbizzarrire nella Universe Mode o nella Creation Suite, dove si può liberare la creatività progettando un'identità completamente nuova da mostrare sul ring. Entrambe le modalità offrono carta bianca e permettono di sperimentare nuove idee.

## Roster
| Uomini | Uomini | Uomini | Donne | Donne | Donne | Leggende |
| Raw | SmackDown | NXT | Raw | SmackDown | NXT | Leggende |
| --- | --- | --- | --- | --- | --- | --- |
| - AJ Styles - Akira Tozawa - Angelo Dawkins - Austin Theory - Bobby Lashley - Brock Lesnar - Cedric Alexander - Chad Gable - Cody Rhodes - Commander Azeez - Damian Priest - Dexter Lumis - Dolph Ziggler - Dominik Mysterio - Edge - Elias - Finn Bálor - Happy Corbin - Johnny Gargano - Karl Anderson (DLC) - Kevin Owens - Luke Gallows - Mace - Mansoor - Matt Riddle - Montez Ford - Mustafa Ali - MVP - Omos - Otis - R-Truth - Randy Orton - Reggie - Rick Boogs - Robert Roode - Seth Rollins - Shelton Benjamin - The Miz - Tommaso Ciampa | - Angel - Ashante Adonis (DLC) - Bad Bunny (DLC) - Big E - Braun Strownman - Bray Wyatt (DLC) - Butch - Cruz Del Toro - Drew Gulak - Drew McIntyre - Erik - Giovanni Vinci - Gunther - Humberto - Ivar - Jey Uso - Jimmy Uso - Jinder Mahal - Joaquin Wilde - Karrion Kross - Kofi Kingston - LA Knight - Logan Paul - Ludwig Kaiser - Madcap Moss - Rey Msyterio - Ricochet - Ridge Holland - Roman Reigns - Sami Zayn - Santos Escobar - Shanky - Sheamus - Shinsuke Nakamura - Solo Sikoa - Top Dolla (DLC) - Uncle Howdy (DLC) - Xavier Woods | - Andre Chase (DLC) - Apollo Crews - Axiom - Bron Breakker - Cameron Grimes - Carmelo Hayes - Damon Kemp (DLC) - Elton Prince (DLC) - Grayson Waller - Il'ja Dragunov - JD McDonagh - Joe Gacy (DLC) - Julius Creed - Kit Wilson (DLC) - Nathan Frazer (DLC) - Noam Dar - T-Bar - Tony D'Angelo (DLC) - Trick Williams (DLC) - Tyler Bate - Veer Mahaan - Wes Lee | - Alexa Bliss - Asuka - Bayley - Becky Lynch - Bianca Belair - Candace Lerae - Carmella - Dakota Kai - Dana Brooke - Doudrop - Iyo Sky - Maryse - Nikki A.S.H. - Rhea Ripley - Tamina | - Aliyah - Charlotte Flair - Lacey Evans - Liv Morgan - Mia Yim - Natalya - Queen Zelina - Raquel Gonzàlez - Ronda Rousey - Shayna Baszler - Shotzi - Sonya Deville - Valhalla (DLC) - Xia Li | - Alba Fyre - Blair Davenport (DLC) - Cora Jade - Gigi Dolin - Indi Hartwell - Ivy Nile (DLC) - Jacy Jayne - Katana Chance - Kayden Carter - Nikkita Lyons - Roxanne Perez - Tiffany Stratton (DLC) - Wendy Choo (DLC) - Zoey Stark | - André the Giant - Batista - Beth Phoenix - Big Boss Man - The Boogeyman - Booker T - Bret Hart - Brie Bella - The British Bulldog - Bruno Sammartino - Cactus Jack - Chyna - Diesel - Doink the Clown - Eddie Guerrero - Eric Bischoff - Eve Torres (DLC) - Faarooq - Goldberg - Harley Race (DLC) - Hollywood Hogan - Hulk Hogan - Jake Roberts - JBL - Jean-Paul Levesque - Jerry Lawler - Jim Neidhart - John Cena - Kane - Kevin Nash - Kurt Angle - Leviathan (DLC) - Lita - Randy Savage - Molly Holly - Nikki Bella - Razor Ramon - Rey Mysterio Jr. - Rick Steiner (DLC) - Rikishi - Rob Van Dam - Roddy Piper - Scott Hall - Scott Steiner (DLC) - Shane McMahon - Shawn Michaels - Stacy Keibler - Stephanie McMahon - Steve Austin - Syxx - Ted DiBiase - The Hurricane - The Prototype - The Rock - Titus O'Neil - Triple H - Trish Stratus - Tyler Breeze - The Ultimate Warrior - Umaga - The Undertaker - Vader - Wade Barrett (DLC) - X-Pac - Vince McMahon - Yokozuna - Zeus (DLC) |

### Tag team e stable
- Alpha Academy
- The Bella Twins
- The Bloodline
- The Brawling Brutes
- The Brothers of Destruction
- Carmelo & Trick
- The Creed Brothers
- Damage CTRL
- Diamond Mine
- The Dirty Dawgs
- The Hart Foundation
- Hit Row
- Imperium
- Jinder Mahal & Shanky
- The Judgement Day
- Katana Chance & Kayden Carter
- Legado del Fantasma
- Los Lotharios
- Maximum Male Models
- The New Day
- New World Order
- The O.C.
- The Outsiders
- Pretty Deadly
- RK-Bro
- Steiner Brothers
- The Street Profits
- Toxic Attraction
- The Usos
- The Viking Raiders
- Edge & Lita
- The Miz & Maryse

### Campioni
Raw
- WWE Champion: Roman Reigns
- United States Champion: Austin Theory
- Raw Tag Team Champions: The Usos
- Raw Women's Champion: Bianca Belair
- WWE Women's Tag Team Champions: Damage CTRL

SmackDown
- Universal Champion: Roman Reigns
- Intercontinental Champion: Gunther
- SmackDown Tag Team Champions: The Usos
- SmackDown Women's Champion: Charlotte Flair

NXT
- NXT Champion: Bron Breakker
- NXT North American Champion: Wes Lee
- NXT Tag Team Champions: The Creed Brothers
- NXT Women's Champion: Roxanne Perez
- NXT Women's Tag Team Champions: Katana Chance e Kayden Carter

## Arene
- Raw 2022
- Raw - Thunderdome
- Raw 2005
- Raw 2002
- SmackDown 2022
- SmackDown 2020
- SmackDown - Thunderdome
- SmackDown 2005
- NXT 2023
- NXT 2021
- NXT 2.0
- NXT Level Up 2022
- NXT UK 2022
- Main Event 2022
- SummerSlam 2021
- King of the Ring 2021
- Queen's Crown Tournament
- NXT WarGames 2021
- WWE Day 1
- NXT: New Year's Evil 2022
- Royal Rumble 2022
- Elimination Chamber 2022
- NXT Stand & Deliver 2022
- WrestleMania 38 (2022)
- WrestleMania Backlash 2022
- NXT In Your House (2022)
- Hell in a Cell 2022
- Money in the Bank 2022
- NXT The Great American Bash (2022)
- SummerSlam 2022
- Clash at the Castle
- Extreme Rules 2022
- Survivor Series WarGames (2022)
- WrestleMania 34 (2018)
- WrestleMania XXVIII (2012)
- WrestleMania 22 (2006)
- Mixed Match Challenge
- SummerSlam 2016
- SummerSlam 2014
- SummerSlam 2008
- SummerSlam 2006
- SummerSlam 1988
- Hell in a Cell 2009
- Night of Champions 2008
- ECW One Night Stand 2006
- New Year's Revolution 2006
- Vengeance 2003
- Backlash 2003
- WCW Monday Nitro 1998
- WCW Halloween Havoc 1997